# I Malavoglia
I Malavoglia é o título de um romance verista do escritor italiano Giovanni Verga, publicado em Milão pela editora Fratelli Treves, em 1881. Tornou-se a obra mais conhecida do seu autor.
O livro, juntamente com  Mastro-don Gesualdo e La Duchessa di Leyra, L'Onorevole Scipioni e L'uomo di lusso,  pertence ao chamado Ciclo dei vinti - série de obras em que Verga aborda a tema do progresso, de uma perspectiva crítica ao triunfalismo positivista da época, comparando a "corrente do progresso" à força da maré, que acaba por varrer todos os que tentam resistir a ela. 
O livro, traduzido para o português por Aurora Fornoni Bernardini e Homero Freitas de Andrade, foi publicado no Brasil em 2010 pela Editora Abril, com o nome de Os Malavoglia, integrando a coleção Clássicos (volume 28).

## Enredo
Na cidade de Aci Trezza , na região de Catania, vive a família de pescadores da Toscana, apelidada de Malavoglia por anti-fricção, de acordo com a tradição da ' ngiúria (uma forma particular de apelação). O patriarca da família é o idoso viúvo Padron 'Ntoni, que mora na "Casa del Nespolo" juntamente com seu filho Bastiano, conhecido como Bastianazzo, que é casado com Maruzza, conhecida como la Longa. Bastiano e Maruzza têm cinco filhos, em ordem de idade: 'Ntoni, Luca, Filomena conhecido como Mena ou Sant'Agata, Alessio conhecido como Alessi e Rosalia conhecido como Lia. Seu principal meio de apoio é o "Provvidenza", um nome dado ao pequeno barco que eles usam para pescar.
Em 1863 , Ntoni, o mais velho dos filhos, parte para o serviço militar. É a primeira vez que um membro da família Malavoglia parte para o exército no Reino da Itália , e será este evento (que simbolicamente representa a irrupção do mundo moderno no rural da Sicília contemporânea) para marcar o início da ruína da própria família. 'Ntoni, ao trabalhar, ajudou financeiramente a família, como era habitual na época e, por causa de sua partida como soldado, esses ganhos estão em falta. Para compensar essa perda, Padron 'Ntoni tentou uma barganha comprando uma grande quantidade de tremoços , também estragados, por um colega de empréstimo, chamado Zio Crocifisso.por causa de suas queixas constantes e seu perene pessimismo. A carga é confiada a Bastianazzo para ir com Providence para Riposto para vendê-lo, mas durante a viagem pelo mar o barco sofre naufrágio, Bastianazzo e seu namorado morrem e os tremoços são perdidos. Após esta desgraça, a família se vê com um triplo infortúnio: o pai morreu, a principal fonte de sustento da família, a Providência deve ser reparada, e a dívida dos tremoços deve ser paga. Após o serviço militar, 'Ntoni relutantemente retorna à vida dura do pescador e não dá qualquer apoio à já precária situação econômica da unidade familiar.
Os infortúnios para a família não acabam: Luca, um de seus sobrinhos, morre na batalha de Lissa ( 1866 ), e isso também determina a quebra do noivado de Mena com Brasi Cipolla. A recuperação da dívida contraída com o Tio Crucifixo também custa à família a perda da querida Casa del Nespolo, e a reputação e a honra da família se deterioram a ponto de humilhar os níveis. Um novo afundamento da "Providência" traz Padron 'Ntoni a um passo da morte; Maruzza, a nora, morre em vez de cólera. O filho mais velho 'Ntoni decide deixar a aldeia para tentar fazer sua fortuna: uma vez que ele é ainda mais empobrecido, ele perde todo o desejo de trabalhar, entregando-se à ociosidade e ao alcoolismo.
Enquanto isso, a saída de Ntoni obriga a família a vender a Providência para acumular dinheiro a fim de recomprar a Casa da Nêspera, nunca esquecida. A anfitriã da taverna Santuzza, já desejada pelo policial Don Michele, se apaixona por 'Ntoni (que entra nesse anel de contrabando), mantendo-a livre em seu restaurante. A conduta de Ntoni e as queixas de seu pai convencem-na a desviar suas aspirações do garoto e chamar de volta o padre Michele à taverna. Isso se torna a origem de uma briga entre os dois pretendentes, no final do qual 'Ntoni chega para dar uma facada no peito de Don Michele, durante uma invasão anti-contrabando. 'Ntoni acaba na prisão e Padron' Ntoni, quando ele veio para o julgamento e ouviu os rumores sobre a relação entre Don Michele e sua sobrinha Lia, ele desmaia sem vida. 'Ntoni consegue evitar uma forte condenação por razões' honrosas ': o advogado sugere que a briga começou porque "Ntoni queria defender a reputação de sua irmã Lia, de quem Don Michele estava apaixonado, e que Lia rejeitara .
A salmodia de Padron 'Ntoni, agora muito antiga, torna-se desigual e seus provérbios (que acompanham toda a narrativa) começam a ser pronunciados sem o conhecimento dos fatos; por razões de sobrevivência (ele não pode mais trabalhar), ele decide hospitalizá-lo. Lia, sua irmã mais nova, vítima de fofocas e desonra, decide deixar o país e acaba se prostituindo em Catania. Mena, devido à situação vergonhosa de sua irmã, decide renunciar ao casamento com o carreteiro Alfio Mosca, por quem se apaixona, e continua a cuidar dos filhos de Alessi, o mais novo dos irmãos, que entretanto se casou com Nunziata e, Continuando a ser pescador, conseguiu reconstruir a unidade familiar e recomprar a Casa del Nespolo, onde se instalou para viver.
Neste ponto, o que restou da família visita o hospital em Padron 'Ntoni, para informá-lo de que a Casa del Nespolo está de volta em suas mãos e anuncia um iminente retorno para casa. Esta é a última alegria para o velho pescador, que morre no dia de seu cobiçado retorno ao lar: nem mesmo o desejo de morrer na casa em que nasceu é cumprido. No final, Ntoni, libertado da prisão, retorna à aldeia, mas percebe que não pode ficar lá por causa de seu passado, embora seu irmão Alessi o convide a fazê-lo: com seu comportamento, ele se excluiu do núcleo familiar , sistematicamente negando seus valores, e ele é forçado a deixar sua casa justamente quando percebeu que era o único lugar onde era possível viver com dignidade.